# Tatort: Himmelblau mit Silberstreifen
Himmelblau mit Silberstreifen ist ein deutscher Fernsehfilm von Fritz Eckhardt und Theo Mezger. Die 71. Episode aus der Fernsehreihe Tatort wurde vom Süddeutschen Rundfunk produziert und am 30. Januar 1977 im Deutschen Fernsehen zum ersten Mal ausgestrahlt. Die Handlung ist, verglichen mit heutigen Fernsehgewohnheiten, eher schlicht; allerdings enthält der Film kammerspielartige Elemente und erlaubt ein Wiedersehen mit der damaligen Ersten Riege schwäbischer Volksschauspieler.

## Handlung
Der alleinstehende, gut betuchte Weilerburger Grundstücksmakler Paul Seifert wird eines Nachts durch ein Geräusch in seiner Wohnung geweckt. In seinem Wohnzimmer wird er von einem Einbrecher überrascht – Seifert erkennt den Täter, dieser schlägt jedoch mit einem stumpfen Gegenstand zu …
Auf dem Heimweg nach einem offensichtlich feuchtfröhlichen Abend entdecken Seiferts Nachbar Säuberlich und der zum morgigen Stiftungsfest des Weilerburger Gesangsvereins zugereiste Wiener Oberinspektor Marek – wie sich später herausstellt, zur Tatzeit – Licht in Seiferts Wohnung und einen versteckt abgestellten Opel Kadett, himmelblau mit Silberstreifen, der wenig später mit hoher Geschwindigkeit davonbraust. Dem messen beide zunächst keine Bedeutung bei.

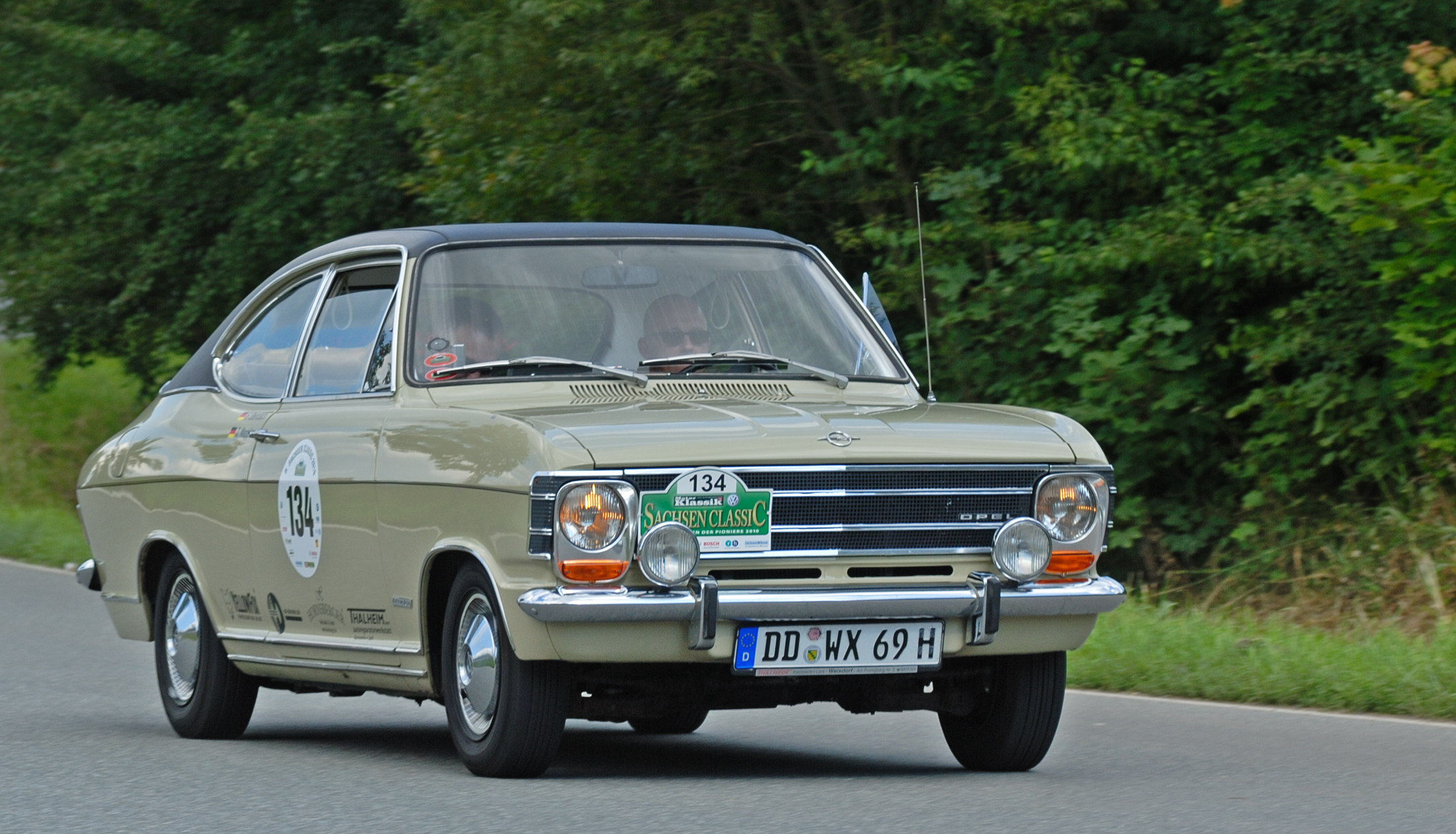
Tatsächlich handelt es sich bei dem gesuchten Fahrzeug um ein Opel Olympia A Coupé, ähnlich diesem Exemplar.

Anderntags trifft der Kommissar der Heilbronner Kriminalpolizei, Lutz, mit der Eisenbahn in Weilerburg ein, wo ihn sein Assistent Wagner am Bahnhof bereits erwartet. Am Tatort stellt sich heraus, dass Seiferts Safe aufgebrochen ist; ob Wertsachen fehlen, ist zunächst unklar. Die Wohnungstür wurde nicht gewaltsam geöffnet, ein Schlüssel befand sich beim Toten.
Vage ist der Kreis der Verdächtigen: Da ist fürs Erste der Bruder des Ermordeten, Erwin Seifert, der ihn am Sonntagmorgen um acht Uhr aufgefunden hatte, angeblich wollte er eine Familienangelegenheit klären. Er gibt vor, keinen Schlüssel zur Wohnung des Toten zu besitzen, was sich später aber als gelogen herausstellt. Er steht wegen eines Kredites für sein Fotogeschäft in Paul Seiferts Schuld. Dann der vis-à-vis wohnende Kaufhausbesitzer Enderle, der unter einem fadenscheinigen Vorwand vorgibt, Paul Seifert am Tatabend gegen 20:30 Uhr aufgesucht zu haben. Die Haushälterin des Toten, Ellen Kollmann, von ihrem Mann getrennt lebend, die einen Schlüssel zur Wohnung besitzt und der nachgesagt wird, ein Verhältnis mit Seifert gehabt zu haben, war in der Tatnacht offensichtlich verreist, weigert sich aber, preiszugeben, wo genau sie sich zur Tatzeit aufgehalten hat. Ihr erwachsener Sohn Alex, der noch bei ihr wohnt, weicht patzig der Befragung durch Lutz und Wagner aus; ein belastbares Alibi kann er aber nicht vorweisen. Frau Kollmanns Exemplar von Seiferts Wohnungsschlüsseln, den sie in ihrer Handtasche findet, zeigt sie gleichermaßen nervös und erleichtert den beiden Polizisten vor.
Oberinspektor Marek sucht Kommissar Lutz auf und berichtet ihm von der nächtlichen Beobachtung. Falls der himmelblaue Kadett mit der Tat zu tun hat, sei die Tatzeit exakt 0:30 Uhr gewesen. Lutz lässt daraufhin Wagner nach einem solchen Fahrzeug suchen.
Vom Anwalt des Ermordeten, Dr. Haß, erfährt Lutz, dass Enderle schon länger nicht mehr der Besitzer seines Kaufhauses, sondern nunmehr Geschäftsführer ist. Außerdem deutet Dr. Haß an, dass ein Großteil von Seiferts Vermögen an eine gemeinnützige Einrichtung gehen wird. Enderles Frau Ruth belastet ihren Mann insofern, als sie ihm für die Tatzeit kein Alibi gibt – sie behauptet vor ihrem Mann, zu jener Zeit bei einem Geliebten gewesen zu sein.
Ellen Kollmanns Abwesenheit klärt sich auf: Ihr Mann sitzt in Stadelheim in Haft, was aber ein gut gehütetes Geheimnis ist. Sie war zur Tatzeit nachweislich in München und scheidet also als Täterin aus.
Obendrein berichtet der ortsansässige Apotheker Bolz, dass er von einem Unbekannten erpresst wird. Inzwischen bleibt die Suche nach dem himmelblauen Kadett mit Silberstreifen (»und schwarzer Motoorhaub’«, so Wagner) erfolglos. Vom Direktor der örtlichen Bank, Schröder, erfährt Lutz, dass Seifert größere Mengen an Bargeld in seinem Safe aufbewahrt hatte, und dass Enderle Seifert Wechsel im Wert von sechzigtausend D-Mark schuldete. Damit wird Enderle zum Hauptverdächtigen. Enderle beteuert jedoch, die Schuld getilgt zu haben, die Wechsel als solche habe er anschließend vernichtet.
Indessen stellt sich die Erpressung des Apothekers als Lausbubenstreich heraus.
Nachbar Säuberlich korrigiert die Tatzeit auf 1 Uhr nachts. Er sagt auch aus, genau um diese Zeit Enderle vor Seiferts Haus gesehen zu haben. Diese Aussage zieht die Schlinge um Enderle weiter zu – jedoch …
Als Wagner Alex Kollmanns Arbeitsstätte aufsucht, um dessen Alibi zu überprüfen, fällt ihm ein dort abgestellter Opel Kadett auf, der genau auf die Beschreibung des gesuchten Fahrzeugs, himmelblau mit Silberstreifen, mit schwarzem Dach und schwarzer Motorhaube, passt. Kollmann selbst ist jedoch zunächst nicht auffindbar. Als Wagner sich anschickt, sich bei der Belegschaft zu ihm durchzufragen, türmt Kollmann im himmelblauen Kadett. (Mit Silberstreifen.)
Kollmann (der bei einem Schlüsseldienst Werkzeugschlosser gelernt hatte) flieht in die Wohnung seiner Mutter und gesteht ihr die Tat. Er habe nur nach Bargeld suchen wollen, um den himmelblauen Kadett zu bezahlen und sei von Seifert überrascht worden. Er fordert Geld von ihr für eine längere Flucht, doch er wird noch in der Wohnung von den durch Wagner alarmierten Polizeikräften gestellt. Seine Mutter versucht noch, alle Schuld auf sich zu nehmen, doch das Spiel ist aus: Alex Kollmann gesteht die Tat auch vor den Polizisten.

## Drehorte

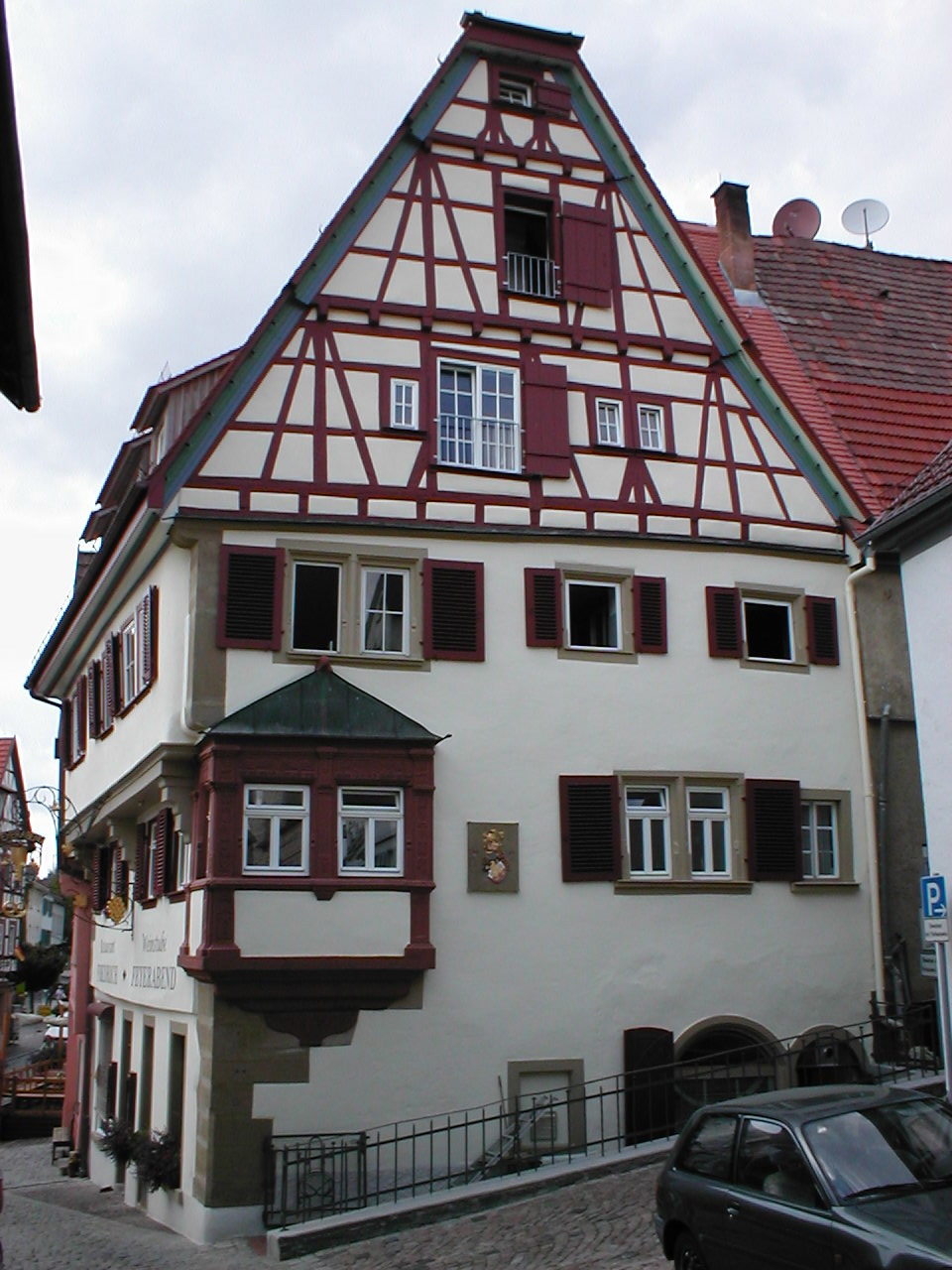
Hinter den Fenstern über diesem Erker steht der Tisch, an dem Kommissar Lutz Kriegsrat und Mahlzeit hält.

Den Altstadtszenen der fiktiven schwäbischen Kleinstadt Weilerburg stand die Altstadt von Wimpfen am Berg Pate. Die „Weinstube Eppeler“ in der „Schwanengasse“, in der Lutz residiert, ist tatsächlich die Weinstube Feyerabend in der Hauptstraße. Lutz trifft Frau Enderle zum ersten Mal im Café-Restaurant Birkensee (damals noch ohne Anbauten) in der Neutorstraße. Den Anwalt Dr. Haß findet Lutz im ehemaligen Gasthof Dominikaner in der Klostergasse, die Apotheke des Herrn Bolz ist die frühere in der Apothekergasse. „Photo Seifert“ befindet sich im Marktrain 8.
Die Innenszenen im Hause Paul Seiferts spielen in der damaligen Villa des Unternehmers Rolf Böhringer in Waiblingen, einzelne Quellen sprechen auch von weiteren Drehs dort bzw. auch in Stuttgart-Birkach.
Das fiktive Kfz-Kennzeichen von Weilerburg ist WE; zur Zeit der Filmproduktion war diese Buchstabenkombination für Weimar reserviert.

## Hintergrund
Der Film wurde zwischen dem 16. August und 21. September 1976 gedreht. Er erreichte bei seiner Erstausstrahlung eine Einschaltquote von 65 %. Das Drehbuch des Films stammt von Fritz Eckhardt, der sich darin in einer Rolle als Gastkommissar selbst verewigt hat.

## Kritik
„Ein Krimi so spannend, dass ihn selbst Herzkranke gefahrlos ansehen können.“